# Sinforosa de Tívoli
Santa Sinforosa o Sinforosa de Tívoli (muerta en Tívoli alrededor del año 138) fue una matrona y mártir cristiana, que padeció el martirio hacia finales del reinado del emperador romano Adriano, es venerada como Santa por la iglesia católica. Es recordada junto a sus siete hijos, llamados los siete mártires Tiburtini, en su festividad el 18 de julio. Fue esposa y posteriormente viuda de San Getulio.

## Leyenda
La historia de su martirio se cuenta en una antigua Passio, cuya credibilidad es seriamente cuestionada por muchos hagiólogos modernos. Según la Passio, Sinforosa era una matrona tiburtina y viuda de San Getulius, es decir, San Getulio, oriundo de Gabii en Sabina. Fue tribuno en el ejército romano, pero renunció al ser bautizado cristiano y finalmente se retiró a su propiedad cerca de Tívoli, donde se le unió su hermano, San Amantius, es decir, San Amancio. San Getulius y San Amantius, es decir, San Getulio y San Amancio, fueron posteriormente decapitados bajo el emperador Adriano; fue Santa Sinforosa la que recuperó sus restos y los enterró en su finca.
Poco después, Santa Sinforosa y Sus Santos Hijos Mártires fueron arrestados. Cuando todos los intentos del Emperador por inducir a la madre y a sus hijos a sacrificar a los dioses paganos romanos fracasaron, ordenó que la llevaran al templo de Hércules, donde, después de varias torturas, la arrojaron al río Anio con una pesada roca sujeta a su cuello. Su hermano Eugenio, que era miembro del consejo de Tibur, la enterró con su marido, San Getulio.

### Otra versión de la leyenda
El emperador Adriano inauguró una villa construida por él, con un ritual pagano. El óraculo le indicó que la viuda Sinferusa (Sinforosa) y sus siete hijos lo estaban separando al invocar a su Dios, por lo que, si eran sacrificados, el óraculo satisfaría al emperador. Por ello, el emperador los sacrificó, arrojándola a ella al río con una roca atada al cuello. Por su parte, sus siete hijos fueron martirizados en el Santuario de Ercole Vincitore y sus cadáveres fueron arrojados a un pozo al día siguiente.

## Sus siete hijos
Al día siguiente, el emperador convocó a los siete hijos de Sínforosa y, al no tener éxito en sus intentos de hacerlos sacrificar de forma pagana, ordenó que los ataran a siete estacas erigidas a tal efecto alrededor del templo de Hércules. El emperador ordenó que los siete fueran torturados y finalmente traspasados con la espada. 
Sus cuerpos fueron arrojados en masa a una zanja profunda en un lugar que los sacerdotes paganos llamaron posteriormente Ad septem Biothanatos (la palabra griega biodanatos, o más bien biaiodanatos, se empleaba para los auto-asesinos y, por los paganos, se aplicaba a los cristianos que sufrían el martirio). Entonces la persecución cesó durante un año y seis meses, período durante el cual los cuerpos de los mártires fueron recuperados por la comunidad cristiana  y enterrados en la Vía Tiburtina, a ocho o nueve millas (14 km) de Roma.

## Autenticidad
Es difícil determinar hasta qué punto estas leyes son fiables. La opinión de que fueron escritas por Julio Africano (siglo III) ha sido rechazada casi universalmente, ya que ni Eusebio ni ningún otro historiador contemporáneo hace la menor alusión a ninguna de las Actas de los mártires romanos o italianos compuestas por este escritor africano.
El Martirologio Jerónimo, que fue compilado por un autor desconocido en la segunda mitad del siglo V, conmemora a Santa Sinforosa y sus hijos el 18 de julio, pero aquí los Nombres de Sus Santos Hijos Mártires son completamente diferentes de los que figuran en las Actas, lo que sugiere que este martirologio se basa en alguna otra fuente.  En el mismo Martirologio, el 27 de junio, se conmemoran siete hermanos Santos Mártires, cuyos nombres son idénticos a los dados en otros lugares para los Santos Hijos Mártires de Sinforosa. La Enciclopedia Católica especula que estos pueden haber sido posteriormente malversados como los nombres de los siete hijos de Santa Symphorosa. Algunos hagiólogos consideran a los Siete Santos Hijos Mártires de Sinforosa, como los de Santa Felicitas de Roma, una mera adaptación de los Siete Santos Hijos Mártires de la Madre Macabea. Paul Allard abordó su historia acríticamente en su obra.
En el siglo XVII, Bosio descubrió las ruinas de una basílica en el lugar llamado popularmente "le sette fratte" (considerado una corrupción de las palabras que significan "los siete hermanos"), en la Vía Tiburtina, a nueve millas (14 km) de Roma.  Las Actas y el Martirologio Jerónimo coinciden en designar este lugar como la tumba de Santa Sinforosa y Sus Santos Hijos Mártires. Stevenson realizó otros descubrimientos que no dejan lugar a dudas de que la Basílica fue construida sobre su tumba. Los restos fueron trasladados a la Iglesia de Sant'Angelo en Pescheria en Roma por el Papa Esteban II en 752. Aquí se encontró un sarcófago en 1610 con la inscripción: Hic requiescunt corpora SS. Martyrum Simforosae, viri sui Zotici (Getulii) et Filiorum ejus a Stephano Papa translata. Es decir, Aquí descansan los cuerpos de los Santos Mártires Sinforosa, su marido Zotius (Getulius) y sus hijos, trasladados por el Papa Esteban.
La Diócesis de Tívoli los honra como Santos Patrones y se les menciona en el Martirologio Romano el 18 de julio. Sin embargo, ya no se incluyen en el Calendario General Romano. La razón dada para su eliminación fue que la información dada en sus Actas, que se cree que son una imitación de la Passio de Santa Felicitas de Roma y Sus Siete Santos Hijos Mártires, no es confiable.